# Inago no tsukudani

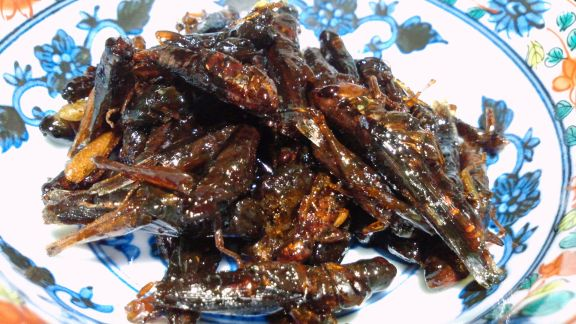
saltamontes al tsukudani

Los saltamontes al tsukudani (en japonés, いなごの佃煮 Inago no tsukudani) son una preparación típica del Japón, particularmente de las regiones montañosas del interior de Honshū, hecha con saltamontes del arroz cocinados al estilo tsukudani, es decir hervidos en salsa de soja y azúcar. Los saltamontes (inago) tienen un largo de unos 3 cm, e históricamente han supuesto un alimento importante para la gente con menos acceso a productos del mar. Se pueden encontrar en las prefecturas de Fukushima, Gunma, Nagano, Yamagata o parte de Miyagi.
Otros platos japoneses a base de insectos son: hachinoko (larvas y pupas de abeja), jibachi senbei (galletas de arroz con avispa), sangi (gusanos de seda fritos) o zazamushi.